# Maják Petit Minou
Maják Petit Minou (francouzsky Phare du Petit Minou) je přední náběžníkový maják, který s majákem Portzic označuje vjezd do přístavu Brest v bretaňském departementu Finistère ve Francii. Nachází se na ostrůvku ve vojenském prostoru těsně před pevností Petit Minou v obci Plouzané a s pevninou je spojen mostem. Jeho název pochází z množného čísla slova min (bretonsky bod). Maják je kulturní památku Francie a od roku 2018 je přístupný veřejnosti. V roce 2021 byl renovován.
Maják také vysílá červené sektorové světlo, které označuje Plateau des Fillettes, jednu z ponořených skal v Brestské úžině. Pro odvrácení nebezpečí najetí na tuto skálu používají někteří námořníci mnemotechnickou pomůcku Le Minou rougit quand il couvre les Fillettes, tj. Minou se červená, když zakrývá děvčátka; místní název Plateau des Fillettes doslova znamená Plošina děvčátek.
Vedle majáku se nachází bývalá semaforová a radarová věž francouzského námořnictva; v roce 1984 bylo zařízení přemístěno na Pointe du Portzic.

## Popis
Stavbu majáku řídil inženýr Louis Plantier. Maják je válcová zděná neomítnutá věž vysoká osm metrů postavená ze žuly. Na jižní straně přiléhá k jednopatrovému strážnímu domku, který je postaveném na kruhovém půdorysu z režného kamenného zdiva s přístřeškem. Věž majáku je ukončena ochozem a červenou lucernou. Zdivo je kombinací lomového kamene z Kersantonu a růžové žuly z Aber Ildutu. Maják stojí v nadmořské výšce 26 metrů a zdroj světla je ve výšce 34 metrů nad mořem. Poprvé byl rozsvícen v 1. ledna 1848. Používá Fresnelovu čočku třetího řádu. Původně byl jako zdroj světla vyžíván kahan na rostlinný olej, který byl v roce 1905 nahrazen hořákem na olejové výpary, což byl silnější zdroj světla, a bylo zavedeno sektorové bílé a červené světlo. V roce 1938 byl instalován elektrický světelný zdroj o výkonu 650 W vybavený 360° horizontální optikou Henry-Lepaute s ohniskovou vzdáleností 0,50 m ve 4/5 broušeného skla. Na straně k moři (jihozápadní strana) byla věž v roce 1963 natřena na bílo, zbytek je bez nátěru, a lucerna byla natřena na červeno. V roce 1989 byl maják automatizován a je dálkově řízen z Brestu. V současné době (2022) je na majáku instalována Fresnelova čočka 3. řádu s LED světelným zdrojem o výkonu 180 W.

### Data
- Charakteristika: Fl (2) W R 6s (bílé a červené směrové světlo se dvěma záblesky každých 6 sekund).
- Optika: Fresnelova čočka.
- Zdroj světla: LED svítidlo 180 W.
- Dosvit: 19 nm v bílé barvě a 15 nm v červené barvě.[6]
- Přední náběžník: v linii s majákem Portzic s dosvitem 23 nm.

## Galerie

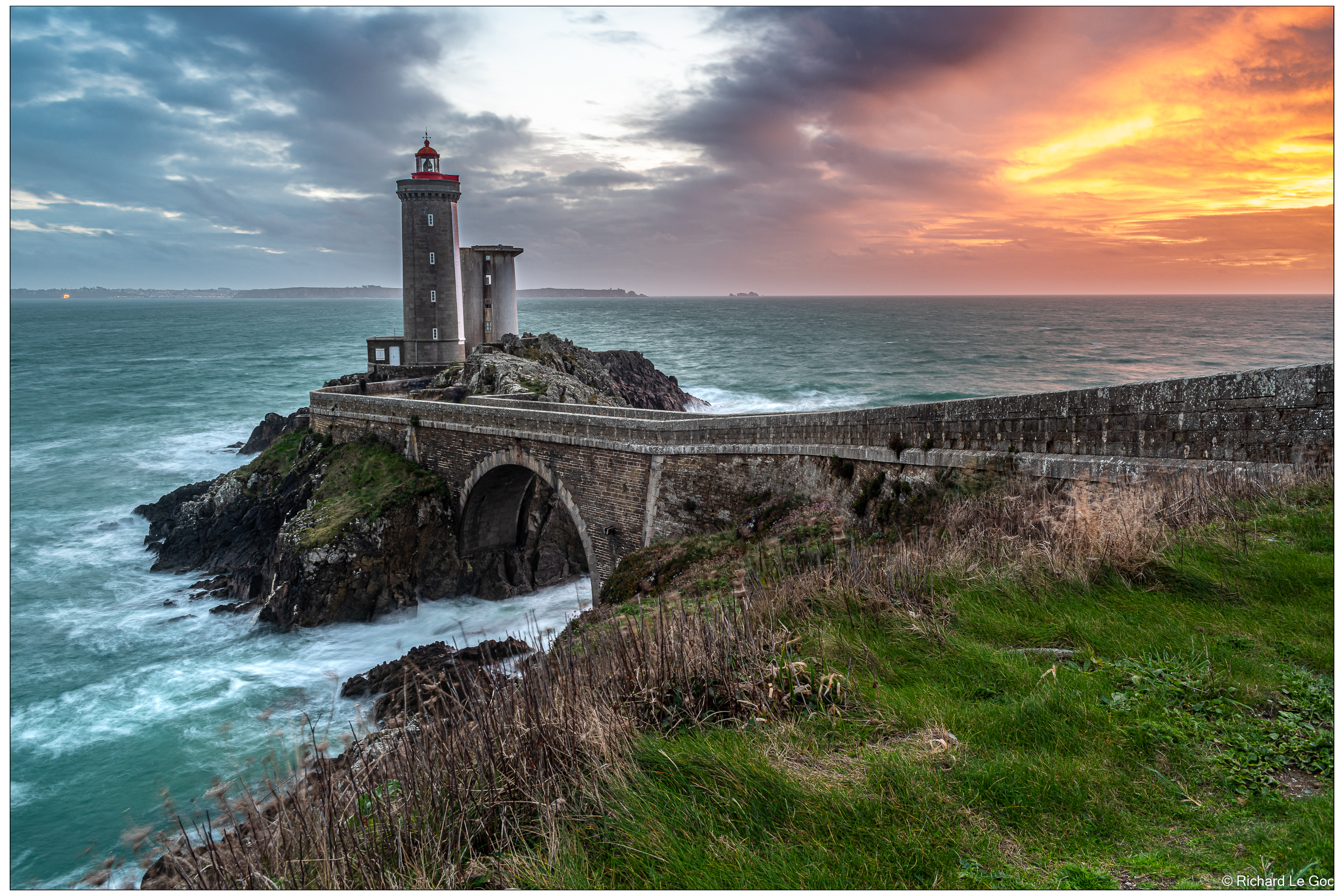
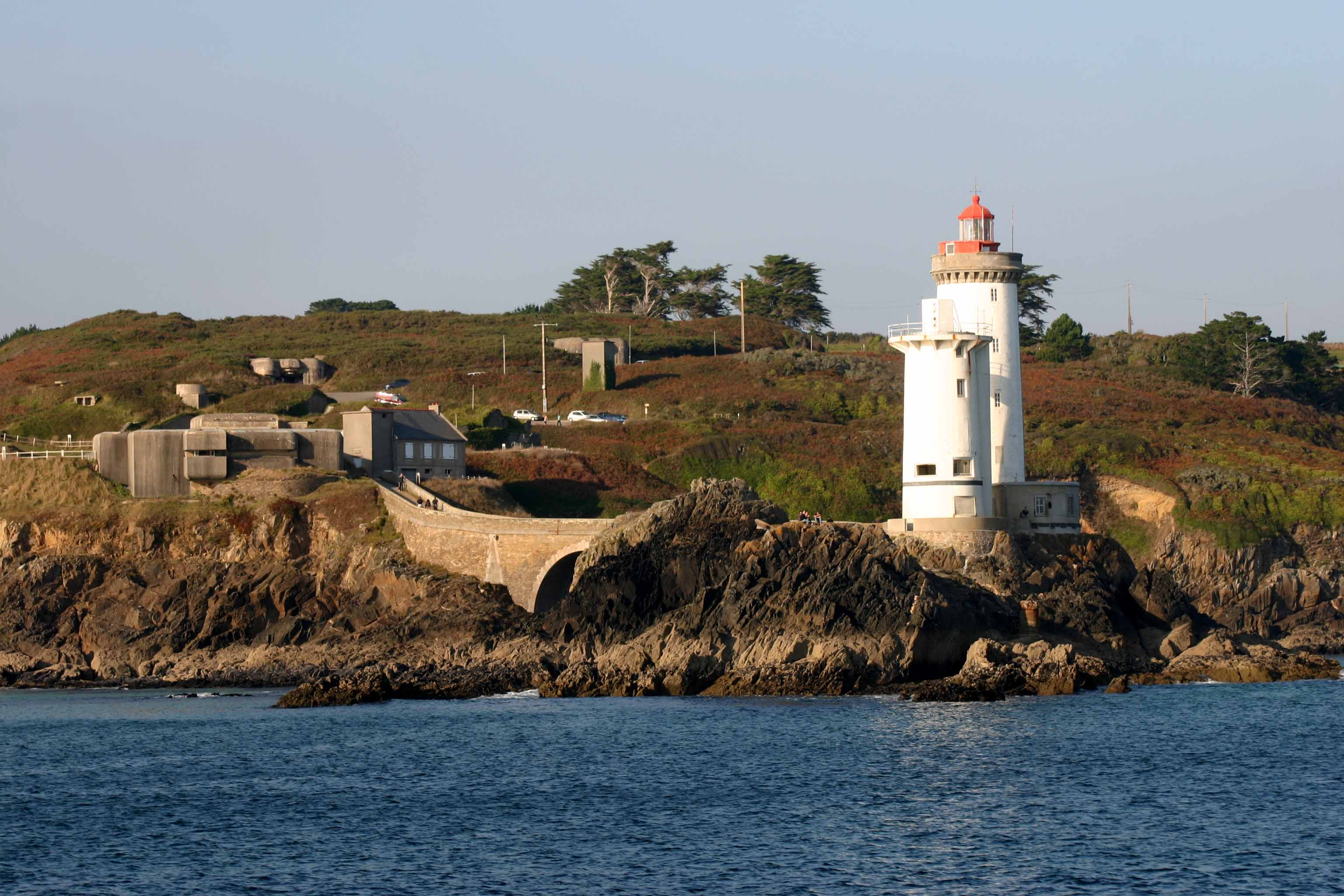
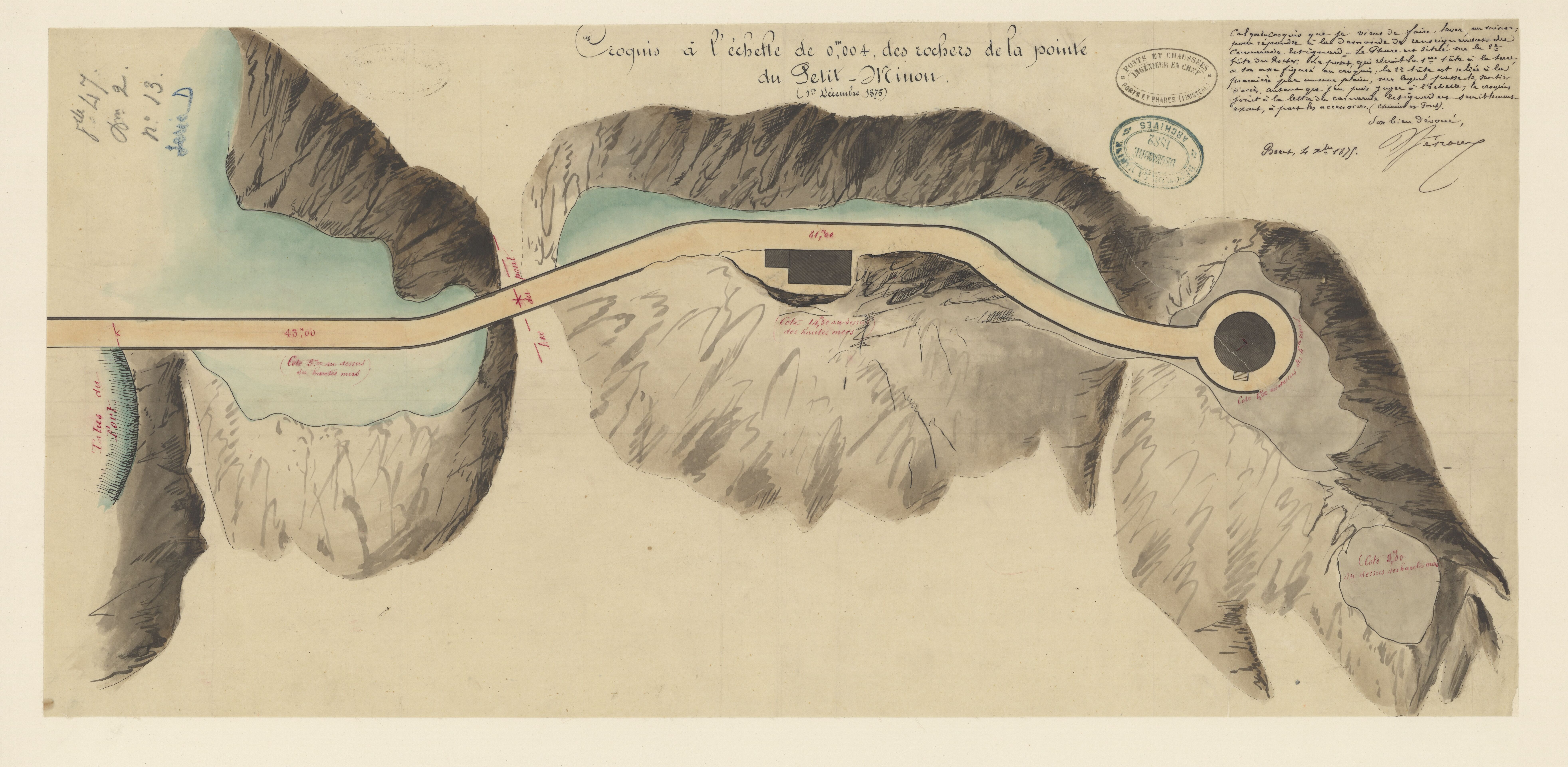
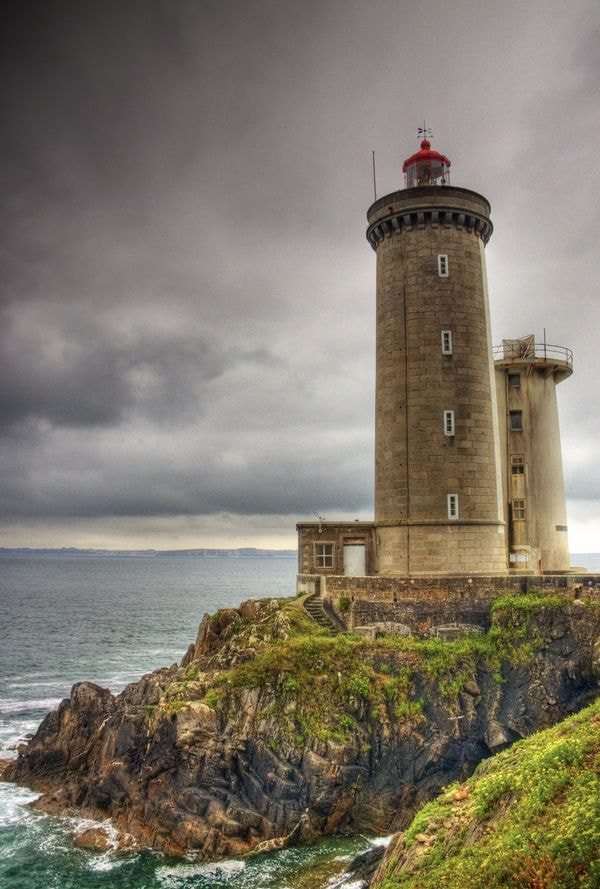
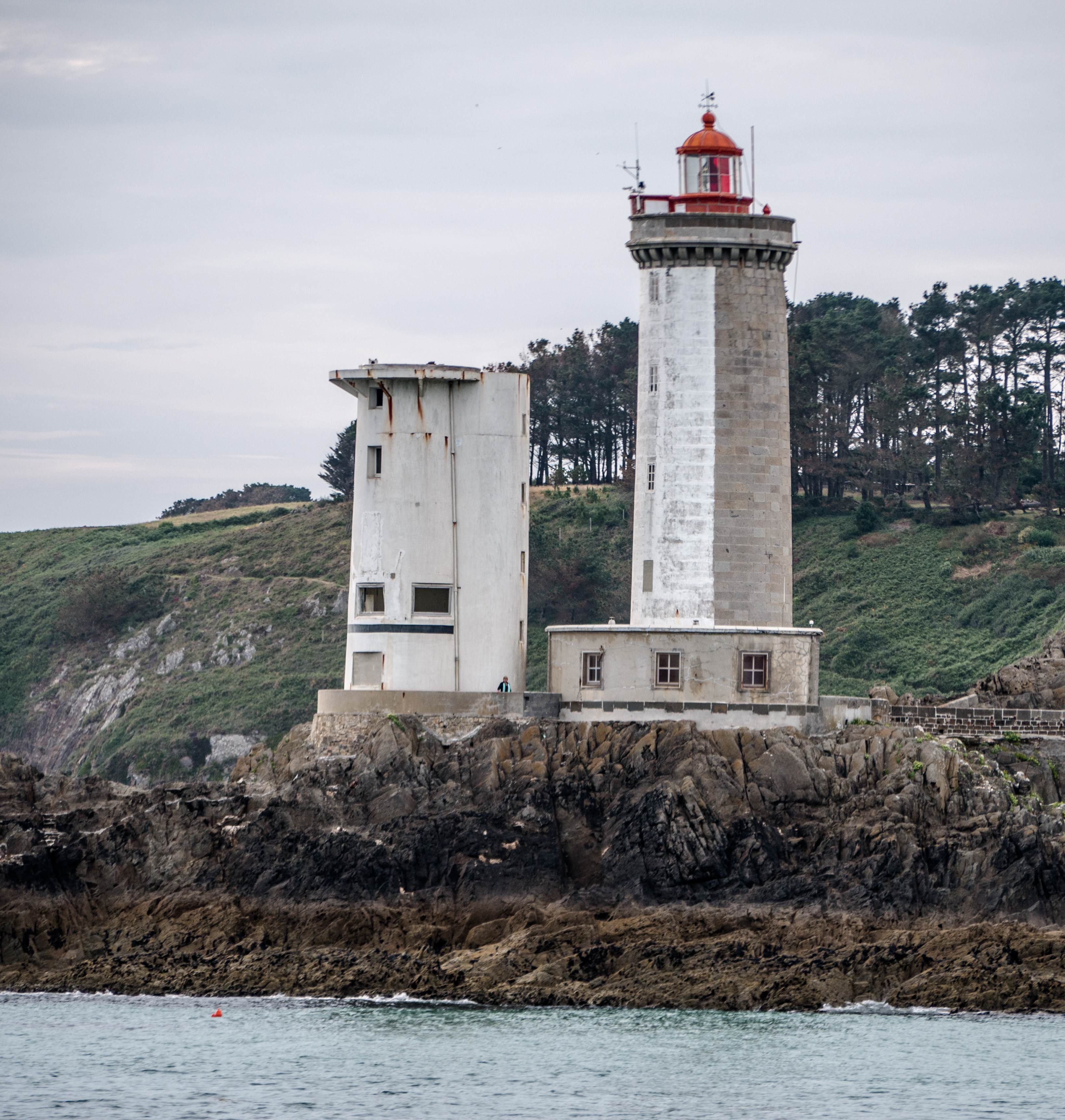

### Označení
- ARLHS: FRA-032;[7]
- Admiralty: D0790
- NGA: 113-0152;[8]
- FR-0652.